# Toleranță
Toleranță (lat.: tolerare = a suporta) este un termen social, etic și religios aplicabil unei colectivități sau individ, care definește respectul libertății altuia, al modului său de gândire și de comportare, precum și al opiniilor sale de orice natură (politice, religioase etc.).

## Istoric
Noțiunea de "toleranță" apare în istoria culturii europene la începutul secolului al XVI-lea, în strânsă legătură cu gândirea umanistă, întruchipată în persoana lui Erasmus din Rotterdam, în efortul său de combatere a fanatismului religios.
Alte personalități care s-au ilustrat în atitudinea lor consecvent tolerantă în confruntarea cu alte opinii sau reprezentări asupra lumii au fost John Locke (1632-1704), Voltaire (1694-1778) și Gotthold Lessing (1729-1781). John Locke, în "Scrisoarea asupra toleranței" ("A Letter Concerning Toleration", 1689), recomandă toleranța ca reacție față de un comportament aberant, "trebuie suportat ceea ce este contrar uzanțelor comune". Lui Voltaire i se atribuie fraza, considerată deviză a toleranței: "Je n'aime pas vos idées, mais je me batterai jusqu'à la mort pour que vous puissiez les exprimer" ("Nu-mi plac ideile Dumneavoastră, dar voi lupta până la moarte pentru ca Dumneavoastră să le puteți exprima"). În drama "Nathan înțeleptul", Lessing apără libertatea religioasă.
Celebra toleranță a calviniștilor (Amsterdam fiind numit „orașul dizidenților”) poate fi atribuită credinței în predestinare și spiritului comercial, care au dus la o anumită indiferență benignă față de ce religie au alții.

## Semnificații
Toleranța poate fi înțeleasă în diferite moduri:
- Poate fi adoptată în mod provizoriu sub forma unei concesii, ca manevră tactică.
- Poate reprezenta o acceptanță sau o permisiune, ca formă a unui dezinteres.
- Adevărata toleranță, în spirit umanist, înseamnă însă mai mult decât o simplă "suportare" în sensul originar, ea presupune respectul opiniei contrare și este strâns legată de libertatea persoanei. Prin toleranță se respectă deciziile altor oameni, grupuri, popoare, religii, alte moduri de gândire și puncte de vedere, alte stiluri și moduri de viață. Astfel, garantarea necesității spiritului de toleranță depășește cu mult domeniul îngust al politicii.
- Alt punct de vedere spune că toleranța înseamnă a permite ceva ceea ce ar putea fi suprimat. Acest punct de vedere este adoptat de specialiștii în diferite tehnici persuasive și în războaie informaționale.

## Implicații politice
Constituțiile statelor democratice moderne garantează diverse forme ale libertății individuale și de grup, ca, de exemplu, libertatea de opinie și cea religioasă. Toleranța este inclusă în "Declarația Universală a Drepturilor Omului" din 1948 a Organizației Națiunilor Unite. Deaceea, una din caracteristicile societății moderne este pluralismul, precum și permanentul dialog între diverse convingeri spirituale, morale și religioase, pentru realizarea unei comunități în diversitate.
Toleranța are limitele sale în normele de drept, care reglementează conviețuirea membrilor societății, pentru apărarea demnității și libertății oamenilor.

## Intoleranța
Opusă toleranței este intoleranța, care poate merge până la fanatism.